# Ugar (tlo)
Ugar je starinska metoda u ratarstvu. Primjenjuje se da bi se obnovila plodnost zemlje i obnovile hranjive tvari, pa se kaže da je zemlja ostavljena na ugaru. Odmor poljodjelskog tla može trajati godinu ili dvije. Ugar se javlja u toponimima. Riječ je nastala od u + gar, a gar je u praslav. *garь, u današnjem ruskom je gar' "spaljeno mjesto u šumi".
U prošlosti je ovo bila važna metoda za održavanje plodnosti tla. 
Bitan je element plodoreda. Obnavljanje plodnosti bilo je prirodnim nakupljanjem humusa i dušika. Odmaranje tla bilo je radi suzbijanja štetne pojave u tlu, tzv. "umornosti tla".
Intenzivno poljodjelstvo, uvođenje suvremene mehanizacije, opreme, primjena kemijskih sredstava u zahvatima uzgoja bilja i stoke, dovelo je ugar do nestanka. Mogućnosti obilne gnojidbe i fitozaštite oduzelo je prvotnu ulogu ugara što je dovelo da ga se gledalo kao na zapuštenu površinu koja ne nosi nikakvu dobit budući je na njoj proizvodnja s dugim prekidom. Ovo je iskrivljena slika, a Program izravnih plaćanja (vidi zelena plaćanja) stavlja ugar u ekološki značajne površine. Njime se dobiva dodatne poticaje i naglašava ekološku vrijednost i potrebitost.
Zemlja se ostavlja na ugaru i zbog toga zato što se na njoj nisu mogle provesti agrotehničke mjere u optimalnom roku. To se vrijeme bez poljoprivredne proizvodnje može iskoristiti za mjere popravka tla i provođenje kalcizacije, humizacije, meliorativnih zahvata (npr. podrivanje), ako je nužno.
Ako iznikne biljni pokrov, dopušteno ga je mulchirati, tanjurati, plitko preorati, pokositi, ali ne suzbijati herbicidima.
Mirovanje nikako ne znači zapuštanje zemljišta. Dopusti li se da oranica zaraste u korov i korov pusti sjeme, proširit će se na toj i na susjedne oranice. Korovi su domaćini brojnih biljnih bolesti. Pored toga neodržavana čestica je izvorom štetnika, jer se neometano razmnožavaju kukci, glodavci i druge životinje. 
Ne održava li ga se, zemljište se smatra nepoljoprivrednim. Ako se površina ne obrađuje i ostavi ju da se zatravi govorimo o prelozima, parlozima i zaležajima.
Hrvatski zakoni koji definiraju ugar su Zakon o poljoprivredi, Pravilnik o provedbi izravne potpore poljoprivredi i IAKS mjera ruralnog razvoja, Pravilnik o višestrukoj sukladnosti i
Pravilnik o evidenciji uporabe poljoprivrednog zemljišta: "Zemljište na ugaru je obradivo zemljište na kojem se ne provodi poljoprivredna proizvodnja, a u slučaju neodržavanja smatra se nepoljoprivrednim zemljištem."
Ako se želi biti ekološki značajna površina (EZP), zemljište na ugaru mora mirovati od 15. veljače do 15. kolovoza u godini kad se podnosi zahtjev, što znači da tad ne smije biti nikakve sjetve ni sadnje, ne smije zarasti u šikaru i agresivne korove. Smije ju se održavati košnjom. Ne smije se napasivati. Ako je ugar EZP, ne smije se primijeniti zaštitna sredstva. Na EZP ugaru smije se sijati mješavine za ptice ili za pčelinju pašu (koje se ne koriste u poljoprivredne svrhe). Zemljišta prijavljena kao ugar za potrebe EZP ostaju ostaju kategorizirane kao obradivo zemljište i nakon što se 5 godina nalaze na istom mjestu. 
Poslije ugara smije se sijati ozime kulture. Bitno je voditi računa kako su prijašnji propisi regulirali vrijeme mirovanja.

## Crni, zeleni i socijalni ugar
Crni ugar predstavlja zemljišne površine ostavljene na odmoru. Obrađuje ih se, ali se ne sije na njima. Radi sprječavanja širenje korova po ovim površinama, strnište se praši. Zeleni ugar je zemljišna površina zasijane usjevima. Zasijani usjevi bit će zaorani dok su zeleni. Zaoravanje je radi gnojidbe i poboljšanja svojstva tla. Za zelenu gnojidbu koristi se siderate. Leguminozni siderati za zaoravanje su lucerna, djetelina, bob i dr., a neleguminozni siderati za zaoravanje su repica, gorušica, uljana rotkva i dr. Socijalni ugar je obuhvaća samo dio neobrađenih zemljišta i to onih koja su se u poljoprivredi do tada koristila, a prestanak je došao zbog socijalnog preslojavanja stanovništva. Ovaj se ugar definira zbog staračkih PG-ova gdje vlasnici više nisu u mogućnosti sami obrađivati zemlju pa je prijavljuju pod ugar.

## Vanjske poveznice
- Poljoprivredna i šumarska Savjetodavna služba u Republici Hrvatskoj Tatjana Međimurec: Ugar – kako ga održavati?, 21. srpnja 2016.